# Idaho
För andra betydelser, se Idaho (olika betydelser).
Idaho är en amerikansk delstat i regionen Pacific Northwest i USA. Delstatens största stad och huvudstad är Boise. Invånarna kallas "Idahoans". Idaho blev amerikanskt territorium genom Oregonfördraget och anslöt sig till unionen den 3 juli 1890 som den 43:e delstaten.
Idaho är en mestadels bergig delstat med en yta något mindre än halva Sverige. Den är en inlandsstat omgiven av delstaterna Washington, Oregon, Nevada, Utah, Wyoming, Montana och den kanadensiska provinsen British Columbia. Ett nätverk av dammar och slussar på Columbiafloden och Snake River gör att staden Lewiston har den hamn som ligger längst från västkusten i kontinentala USA.
Enligt United States Census Bureau beräkning år 2010 hade Idaho ett invånarantal på 1 567 582. Delstatens förkortning är ID. Delstatens motto är Esto Perpetua (latin för "Må du [eller hon, dvs. staten Idaho] förbli för evigt"). Idaho är till ytan den 14:e största delstaten. Idahos smeknamn är Gem State eftersom nästan alla kända ädelstenar har påträffats där. Statens officiella ädelsten är stjärngranat (granat med asterism), som förutom i Himalaya (Indien) nästan endast hittats i Idaho. Små mängder av stjärngranat har även hittats i Ryssland, Brasilien och North Carolina.

## Ekonomi
Idaho är en viktig stat ur jordbrukssynpunkt. Nästan en tredjedel av all potatis i USA odlas där. McDonalds, en av världens största potatisuppköpare (varav 140–150 miljoner kilo per år från Idaho), använder sorterna: Russet Burbank, Shepody och Pentland Dell vilka till största delen odlas i Idaho.

Andra viktiga branscher i Idaho är livsmedelsindustri, timmer, träprodukter, maskiner, kemiska produkter, pappersprodukter, elektroniktillverkning samt silver och andra gruvdrifter. Världens största fabrik för råvaran till smältost ligger i Gooding County, Idaho. Fabriken har en kapacitet på 120.000 ton per år och tillhör Glanbia-gruppen (irlandsägd internationell företagsgrupp). Idaho National Laboratory (INL), en statlig inrättning för kärnenergiforskning, är också en viktig del för östra Idahos ekonomi. I Idaho finns tre anläggningar som ägs av Anheuser-Busch InBev, världens största öltillverkare, vilka bidrar med en stor del av all den malt som används av bryggerier över hela USA.

## Städer
De tio största städerna i Idaho (2010). 
- Boise – 205 671
- Nampa – 81 557
- Meridian – 75 092
- Idaho Falls – 56 813
- Pocatello – 54 255
- Caldwell – 46 237
- Coeur d'Alene – 44 137
- Twin Falls – 44 125
- Lewiston – 31 894
- Post Falls – 27 574

## Kända personer födda i Idaho
- Boyd Coddington, Hot Rod-byggare.
- Aaron Paul, skådespelare
- Ezra Pound, poet
- Lana Turner, skådespelare